# Marga Petersen
Margarete »Marga« Petersen (dekliški priimek Kallensee), nemška atletinja, * 18. september 1919, Bremen, Weimarska republika, † 22. september 2002, Ottersberg, Nemčija.
Nastopila je na poletnih olimpijskih igrah leta 1952 ter osvojila naslov olimpijske podprvakinje v štafeti 4x100 m, v teku na 100 m se je uvrstila v polfinale. Ob olimpijskem nastopu je z nemško reprezentanco izenačila svetovni rekord v štafeti 4 x 100 m s časom 45,9 s, kolikor je tekla tudi zmagovalna ameriška štafeta.